# Ciconia maguari
Ciconia maguari là một loài chim trong họ Ciconiidae.

## Hình ảnh

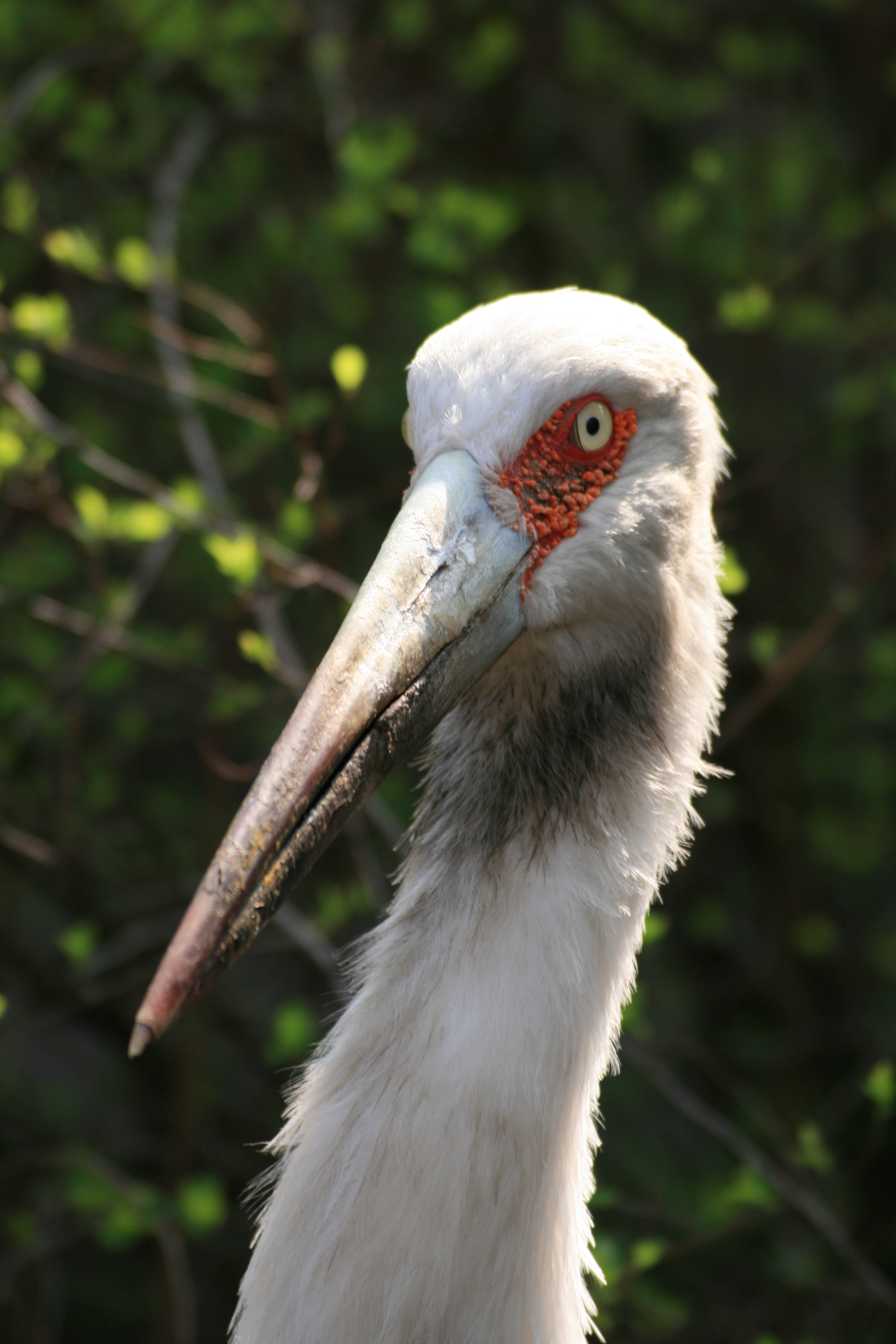
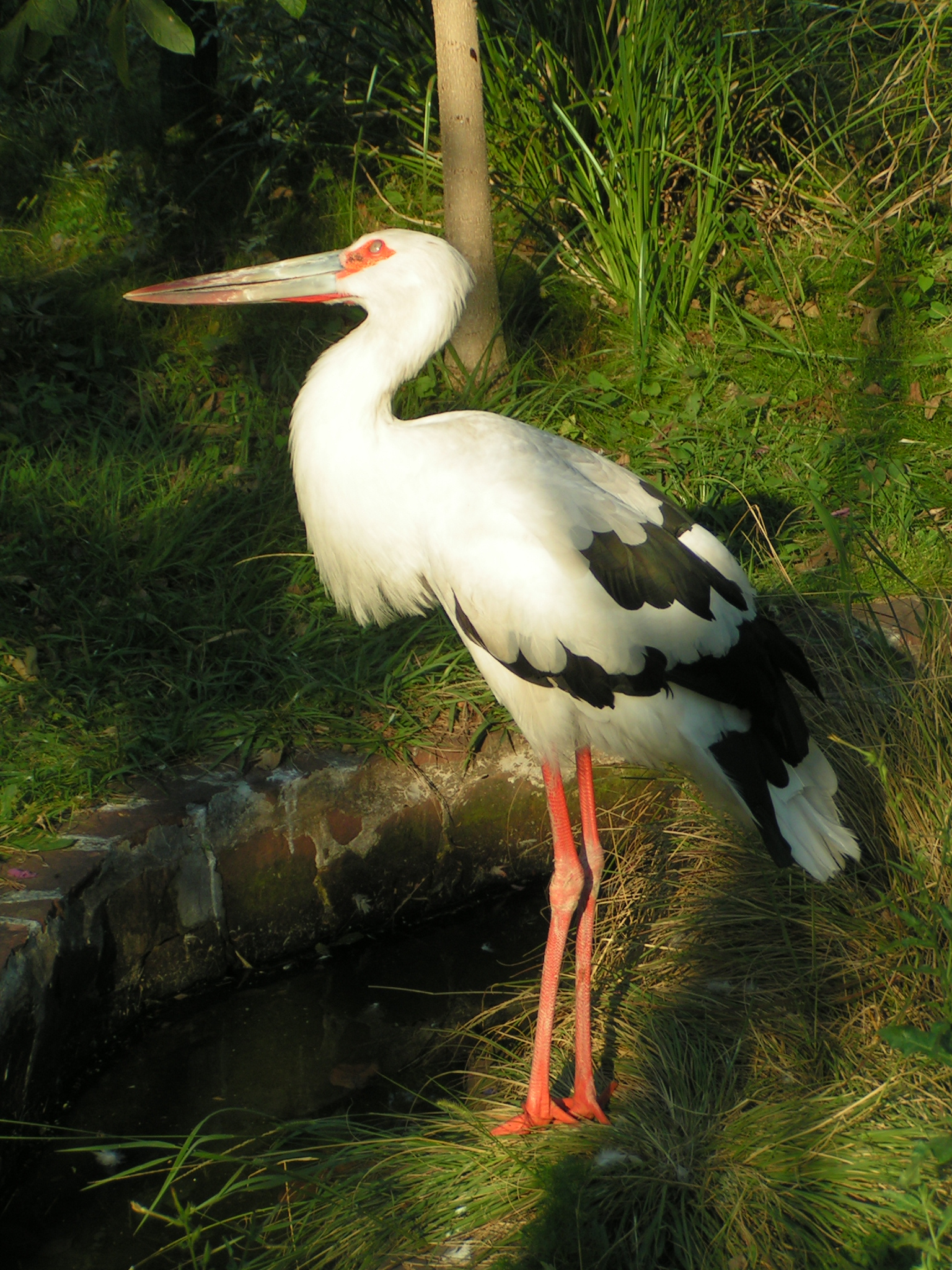
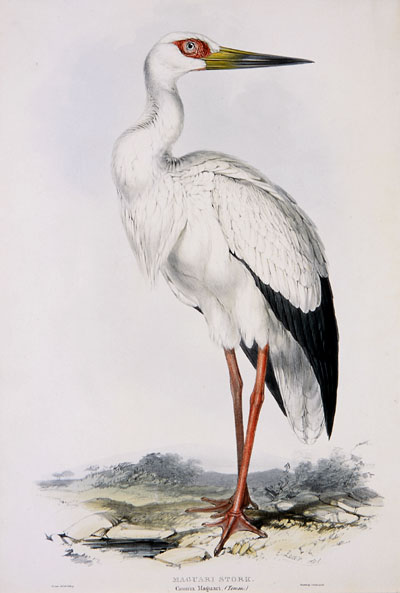